# Voodoo Child (Slight Return)
A Voodoo Child (Slight Return) Jimi Hendrix által 1968-ban írt és rögzített dal. A dal eredeti változatában a Jimi Hendrix Experience Electric Ladyland című albumán jelent meg. A Rolling Stone magazin a minden idők 500 legjobb dalának listáján a 102. helyre sorolta. A dalt kiadták kislemezen is 1970-ben Hendrix halála után. A szám ekkor Voodoo Chile címmel került katalogizálásra (a katalógusszáma: 2095 001), a lemezborítón és a lemezcímkén is így szerepel ami téves, mert a Voodoo Child (Slight Return) nem azonos a – szintén az Electric Ladyland lemezen kiadott – 15 perces Voodoo Chile -lal – bár az inspirációja a Voodoo Chile-ból származik és annak a témáira épülő improvizációból jött létre.

## A dal születése és rögzítése
1968. május 3-án – a Voodoo Chile felvételét követő napon – az ABC televíziós társaság  egy dokumentumfilmet forgatott Hendrixék munkálatairól a Record Plant stúdióban. A felvétel közben Hendrixék a Voodoo Chile témájára az eredetinél gyorsabb tempóban kezdtek improvizálni és ennek az alapjaiból született a Voodoo Child (Slight Return). A szám Hendrix koncertjein kulcsfontosságúvá vált, rengeteg variációban játszotta 7-től egészen 18 perces változatokig. Emlékezetes előadásai a dalnak a londoni Royal Albert Hallban játszott és rögzített interpretáció vagy a Woodstocki Fesztiválon előadott változat. A Live at the Fillmore East című Band of Gypsys élő albumon Hendrix úgy utal a számra, mint a Fekete Párducok himnuszára.

## Feldolgozások
- Voodoo Child (Slight Return)A Voodoo Child (Slight Return) Stevie Ray Vaughan és a Double Trouble előadásában az 1984-es Couldn't Stand the Weather című nagylemezről („A” oldal 4. szám)

Nem tudod lejátszani a fájlt?

## Fordítás
- Ez a szócikk részben vagy egészben  a   Voodoo Child (Slight Return) című angol Wikipédia-szócikk ezen változatának fordításán alapul.  Az eredeti cikk szerkesztőit annak laptörténete sorolja fel. Ez a jelzés csupán a megfogalmazás eredetét és a szerzői jogokat jelzi, nem szolgál a cikkben szereplő információk forrásmegjelöléseként.